# Malmö Fotbollförening 2023
Questa voce raccoglie le informazioni riguardanti il Malmö Fotbollförening, meglio conosciuto come Malmö FF, nelle competizioni ufficiali della stagione 2023.

## Maglie e sponsor
La partnership con Puma come sponsor tecnico raggiunge il ventiduesimo anno consecutivo. Volkswagen è invece main sponsor per il settimo anno consecutivo.
| Casa | Trasferta |  |

## Rosa
| N. |                      | Ruolo | Calciatore                     |
| -- | -------------------- | ----- | ------------------------------ |
| 2  | Svezia (bandiera)    | D     | Anton Tinnerholm               |
| 3  | Danimarca (bandiera) | D     | Jonas Knudsen                  |
| 4  | Finlandia (bandiera) | D     | Niklas Moisander               |
| 5  | Danimarca (bandiera) | C     | Søren Rieks                    |
| 6  | Svezia (bandiera)    | C     | Oscar Lewicki                  |
| 7  | Francia (bandiera)   | C     | Mahamé Siby                    |
| 8  | Perù (bandiera)      | C     | Sergio Peña                    |
| 9  | Svezia (bandiera)    | A     | Isaac Kiese Thelin             |
| 10 | Danimarca (bandiera) | C     | Anders Christiansen (capitano) |
| 11 | Svezia (bandiera)    | C     | Sebastian Nanasi               |
| 13 | Svezia (bandiera)    | D     | Martin Olsson                  |
| 14 | Danimarca (bandiera) | C     | Sebastian Jørgensen            |
| 15 | Svezia (bandiera)    | D     | Joseph Ceesay                  |
| 17 | Svezia (bandiera)    | C     | Otto Rosengren                 |
| 18 | Svezia (bandiera)    | D     | Pontus Jansson (vice capitano) |

| N. |                      | Ruolo | Calciatore         |
| -- | -------------------- | ----- | ------------------ |
| 19 | Canada (bandiera)    | D     | Derek Cornelius    |
| 20 | Norvegia (bandiera)  | C     | Oliver Berg        |
| 20 | Svezia (bandiera)    | C     | Moustafa Zeidan    |
| 21 | Svezia (bandiera)    | A     | Stefano Vecchia    |
| 22 | Svezia (bandiera)    | C     | Taha Ali           |
| 23 | Norvegia (bandiera)  | C     | Lasse Berg Johnsen |
| 24 | Danimarca (bandiera) | D     | Lasse Nielsen      |
| 25 | Brasile (bandiera)   | D     | Gabriel Busanello  |
| 27 | Svezia (bandiera)    | P     | Johan Dahlin       |
| 30 | Mali (bandiera)      | P     | Ismael Diawara     |
| 31 | Svezia (bandiera)    | C     | Hugo Larsson       |
| 35 | Camerun (bandiera)   | D     | Samuel Kotto       |
| 36 | Kosovo (bandiera)    | C     | Patriot Sejdiu     |
| 38 | Svezia (bandiera)    | C     | Hugo Bolin         |

## Risultati

### Allsvenskan

#### Girone di andata
| Arbitro: | Mohammed Al-Hakim |

|                         |           |  |
| Kiese Thelin 67’ (rig.) | Marcatori |  |

| Arbitro: | Victor Wolf |

|            |           |                                     |
| Jensen 17’ | Marcatori | 80’ Kiese Thelin 90+2’ Kiese Thelin |

| Arbitro: | Fredrik Klitte |

|  |           |                  |
|  | Marcatori | 20’ Kiese Thelin |

| Arbitro: | Adam Ladebäck |

|                                      |           |  |
| Kiese Thelin 14’ Vecchia 72’ Ali 78’ | Marcatori |  |

| Arbitro: | Mohammed Al-Hakim |

|                                                                |           |                         |
| Vecchia 15’ Kiese Thelin 36’ Kiese Thelin 43’ Kiese Thelin 59’ | Marcatori | 58’ Đukanović 73’ Nalić |

| Arbitro: | Victor Wolf |

|  |           |                                                                     |
|  | Marcatori | 3’ Larsson 5’ Rieks 11’ Nanasi 49’ Nanasi 59’ Ali 83’ (rig.) Nanasi |

| Arbitro: | Glenn Nyberg |

|                                         |           |                 |
| Vecchia 10’ Nanasi 15’ Christiansen 40’ | Marcatori | 8’ (rig.) Faraj |

| Arbitro: | Andreas Ekberg |

|  |           |              |
|  | Marcatori | 90+6’ Sejdiu |

| Arbitro: | Kristoffer Karlsson |

|                               |           |                        |
| Vecchia 53’ Hammar 86’ (aut.) | Marcatori | 50’ Hovland 76’ Traoré |

| Arbitro: | Joakim Östling |

|                                           |           |  |
| Guðjohnsen 32’ Lagerbielke 36’ Okkels 54’ | Marcatori |  |

| Arbitro: | Adam Ladebäck |

|                                                               |           |  |
| Larsson 17’ Nanasi 45+9’ Nanasi 62’ Vecchia 68’ Busanello 75’ | Marcatori |  |

| Arbitro: | Andreas Ekberg |

|            |           |                            |
| Engvall 2’ | Marcatori | 35’ Ali 75’ Ali 88’ Nanasi |

| Arbitro: | Victor Wolf |

|                                                    |           |  |
| Kiese Thelin 3’ Kiese Thelin 48’ (rig.) Nanasi 55’ | Marcatori |  |

| Arbitro: | Richard Sundell |

|              |           |                        |
| Nanasi 90+5’ | Marcatori | 3’ Löfquist 44’ Fenger |

| Arbitro: | Mohammed Al-Hakim |

|                             |           |  |
| Fallenius 10’ Radetinac 81’ | Marcatori |  |

#### Girone di ritorno
| Solna 23 luglio 2023, ore 15:00 16ª giornata | AIK           | 0 – 0 referto | Malmö FF | Friends Arena (26 736 spett.)\| Arbitro: \| Adam Ladebäck \| |
| Arbitro:                                     | Adam Ladebäck |               |          |                                                              |

| Arbitro: | Adi Aganovic |

|                                               |           |                         |
| Kiese Thelin 24’ Rieks 73’ Kiese Thelin 90+3’ | Marcatori | 27’ Johansson Schellhas |

| Arbitro: | Joakim Östling |

|                                     |           |  |
| Jansson 28’ Jørgensen 47’ Rieks 90’ | Marcatori |  |

| Arbitro: | Mohammed Al-Hakim |

|               |           |  |
| Johansson 33’ | Marcatori |  |

| Malmö 20 agosto 2023, ore 15:00 20ª giornata | Malmö FF    | 0 – 0 referto | Djurgården | Eleda Stadion (20 772 spett.)\| Arbitro: \| Victor Wolf \| |
| Arbitro:                                     | Victor Wolf |               |            |                                                            |

| Arbitro: | Adam Ladebäck |

|                |           |                               |
| Abou Ali 45+1’ | Marcatori | 2’ Cornelius 28’ Berg 74’ Ali |

| Arbitro: | Fredrik Klitte |

|                                      |           |                         |
| Kiese Thelin 49’ (rig.) Olsson 90+7’ | Marcatori | 13’ Muçolli 36’ Muçolli |

| Arbitro: | Mohammed Al-Hakim |

|               |           |                                    |
| Đukanović 83’ | Marcatori | 19’ Berg 40’ Vecchia 74’ Rosengren |

| Arbitro: | Glenn Nyberg |

|            |           |                      |
| Campos 79’ | Marcatori | 42’ Vecchia 60’ Peña |

| Arbitro: | Oscar Johnson |

|                         |           |                      |
| Nanasi 8’ Cornelius 13’ | Marcatori | 51’ (aut.) Busanello |

| Arbitro: | Kristoffer Karlsson |

|              |           |  |
| Skrabb 90+5’ | Marcatori |  |

| Arbitro: | Joakim Östling |

|                                                                      |           |  |
| Nanasi 35’ Sverrisson 61’ (aut.) Rosengren 66’ Ali 76’ Vecchia 90+2’ | Marcatori |  |

| Arbitro: | Victor Wolf |

|  |           |                  |
|  | Marcatori | 60’ Kiese Thelin |

| Arbitro: | Mohammed Al-Hakim |

|                                              |           |                                |
| Chilufya 20’ Dahbo 59’ Dahbo 62’ Layouni 85’ | Marcatori | 26’ Cornelius 81’ Kiese Thelin |

| Arbitro: | Glenn Nyberg |

|                         |           |  |
| Kiese Thelin 57’ (rig.) | Marcatori |  |

### Svenska Cupen 2022-2023

#### Gruppo 6
| Arbitro: | Victor Wolf |

|                             |           |  |
| Kiese Thelin 11’ Nanasi 16’ | Marcatori |  |

| Arbitro: | Tess Olofsson |

|  |           |            |
|  | Marcatori | 82’ Nanasi |

| Arbitro: | Fredrik Klitte |

|                                |           |               |
| Kiese Thelin 86’ Cornelius 90’ | Marcatori | 57’ Vukojevic |

#### Fase finale
| Arbitro: | Adam Ladebäck |

|                                      |                      |                                          |
| Andersson 86’ Finndell 120’          | Marcatori            | 10’ Christiansen 114’ Christiansen       |
| Danielson Berg Asoro Löfgren Sabovic | Tiri di rigore 5 – 3 | Kiese Thelin Nielsen Christiansen Olsson |

### Svenska Cupen 2023-2024
| Arbitro: | Andreas Dufva-Johansson |

|  |           |                     |
|  | Marcatori | 65’ Rieks 90+2’ Ali |